# 340. pr. n. št.
340. pr. n. št. je šesto desetletje v 4. stoletju pr. n. št. med letoma 349 pr. n. št. in 340 pr. n. št.. 